# روبرت هيلز
روبرت هيلز (بالإنجليزية: Robert Hills)‏ (1 سبتمبر 1813 في المملكة المتحدة - 25 يوليو 1884 في المملكة المتحدة) هو لاعب كريكت بريطاني (وحمل سابقاً جنسية المملكة المتحدة لبريطانيا العظمى وأيرلندا). لعب مع Kent county cricket teams ‏.

## وصلات خارجية
- روبرت هيلز على موقع إي آس بي آن كريك إنفو (الإنجليزية)